# 網路聊天室
网络聊天室（英語：Chat room）簡稱聊天室，是用戶在萬維網线上交谈的場所。注意與網路論壇的兩大區別：聊天室的「房間」達到人數上限即不能加入，房間名稱僅反應聊天題材，但具體聊天主題要進了房間才能知道；而網絡論壇並無參與人數限制，用戶自選標題發帖，其他用戶按標題決定是否點入帖文。2000年代末興起手機即時通訊app（LINE、微信、騰訊QQ等），網絡聊天室逐漸被取代。

## 法律規管

### 中國
2017年9月国家互联网信息办公室推出《互联网群组信息服务管理规定》規管聊天室。當月《检察日报》採訪了国家行政学院教授杨小军的看法，「杨小军也认为，管理责任并非上述一些网友所理解的『让群主也要承担群成员违法违规的责任』，在互联网群组中不只有群主一个责任主体，还有群主、参与人（发言人）、网络平台提供商、相关主管部门这四个主体共同参与，才有互联网及其群组的发展进步；同样，四个主体也分别承担相应责任」、「对于一些网友列举出群主需要对群成员的信息发布和传播行为而承担的诸多民事、行政乃至刑事责任，杨小军明确表示了反对：『这个观点实际上是让群主一人负担所有人的责任，甚至把管理部门的责任都归到群主身上。这既不客观，也不可能』」；報導又採訪中国政法大学教授王卫国，「有网友戏称通过司法考试才敢当群主。有的群主对法律法规不是很熟悉，那么其对群成员的信息交流是否违反法律法规该如何判断、管理呢？王卫国表示，这还是网友对管理责任的过大理解。实际上，群主只要根据一般人的判断，认为群成员的表达明显不妥时，给予提示、禁止，就算是已经尽到管理责任了。对于比较专业化的问题，法律法规不可能赋予群主过度的责任。」

## 2000年代聊天室舉偶
- .   [2017-12-29]. （原始内容存档于2000-09-15）.
- .   [2017-12-29]. （原始内容存档于2000-12-05）.
- .   [2020-12-14]. （原始内容存档于2003-04-02）.
- .   [2017-12-29]. （原始内容存档于2001-09-26）.

## 2023年代聊天室舉偶
羊羽宙聊天室 （页面存档备份，存于）
- .   [2023-12-31]. 原始内容存档于2023-12-31.

## 引用文獻
1. 1 2 3 4 5  . 最高人民检察院主办《检察日报》. 2017-09-19  [2020-12-14]. （原始内容存档于2020-09-13）.